# Renate Volbert
Renate Volbert (* 1957 in Meppen) ist eine deutsche Psychologin und rechtspsychologische Gutachterin. Sie schloss ihr Studium der Psychologie 1982 an der Universität Bielefeld ab. Sie promovierte 1990 an der TU Berlin mit einer Dissertation über Tötungsdelikte bei Bereicherungstaten. Seit 2009 ist sie außerplanmäßige Professorin an der FU Berlin. Zudem besetzt sie seit 2015 die Professur für Rechtspsychologie an der Psychologischen Hochschule Berlin und leitet dort auch den berufsbegleitenden Studiengang M.Sc. Rechtspsychologie.

## Leben
Volbert hat sich unter anderem mit Erinnerungen und ihrer psychologischen Bewertung beschäftigt. Demnach können Scheinerinnerungen (recovered memory) an traumatische Ereignisse durchaus auch generiert werden. Personen mit dissoziativen Tendenzen und guter Imaginationsfähigkeit generieren eher Scheinerinnerungen als andere, da sie Informationen externer Quellen leichter in ihr autobiographisches Gedächtnis einfügen können. Volbert zufolge ist es äußerst problematisch, Zusammenhänge zwischen traumatischen Erfahrungen und dissoziativen Symptomen aufgrund von nicht extern bestätigten Selbstauskünften über traumatische Erlebnisse abzuleiten.
Volbert war unter Wilfried Rasch langjährig am Institut für forensische Psychiatrie der Freien Universität Berlin (FUB) tätig – später der Charité zugeordnet – und hat sich als forensische Gutachterin zu Fragen der Glaubwürdigkeit kindlicher Zeugen einen Namen gemacht, worüber sie u. a. gemeinsam mit Steller und Galow veröffentlichte. Im Jahr 2003 habilitierte Volbert an der FU Berlin mit der Schrift Zur Zuverlässigkeit von Erinnerungen an persönlich bedeutsame Ereignisse, was die Verleihung der Lehrbefugnis für das Fach Psychologie nach sich zog.
2019 wurde Volbert für ihre Leistungen im Bereich der Aussagepsychologie der Alfred-Binet-Preis zugesprochen.

## Schriften
- Zwischenfälle im Maßregelvollzug. Wie kalkulierbar ist das Risiko? In: Monatsschrift für Kriminologie und Strafrechtsreform. Band 69, 1986, S. 341–347.
- Tötungsdelikte im Rahmen von Bereicherungstaten. Lebensgeschichtliche und situative Entstehungsbedingungen. Dissertation (1990) (= Neue kriminologische Studien. Band 9). Fink, München 1992, ISBN 3-7705-2735-6.
- Zum Sexualverhalten und Sexualwissen von Kindern. In: Sexuologie. Band 3, 1995, ISSN 0944-7105, S. 166–178.
- Sexual knowledge of preschool children. In: Journal of Psychology & Human Sexuality. Band 12, 2000, ISSN 1540-8698, S. 5–26 (englisch).
- Beurteilung von Aussagen über Traumata. Erinnerungen und ihre psychologische Bewertung. Huber, Bern, Göttingen, Toronto, Seattle 2004, ISBN 3-456-84085-3.
- Sind Traumaerinnerungen spezifisch? Konsequenzen für die aussagepsychologische Begutachtung. In: Praxis der Rechtspsychologie. Band 16, 2006, ISSN 0939-9062, S. 249–269.
- Glaubhaftigkeitsbegutachtung. Mehr als Merkmalsorientierte Inhaltsanalyse. In: Forensische Psychiatrie, Psychologie, Kriminologie. Band 2, Nr. 1, 2008, ISSN 1862-7072, S. 12–19.
- Falsche Geständnisse bei Kapitaldelikten. Grundlagen. In: Henning Ernst Müller, Günther M. Sander, Helena Válková (Hrsg.): Festschrift für Ulrich Eisenberg zum 70. Geburtstag. Beck, München 2009, ISBN 978-3-406-58351-3, S. 205–212.
- mit V. Pieters: Zur Situation kindlicher Zeugen. Empirische Befunde zu Belastungsursachen und zu Reformmaßnahmen. (= Reihe Recht). herausgegeben vom Bundesministerium der Justiz. Forum Verlag Godesberg, Bonn 1993.
- mit D. Busse und M. Steller: Belastungserleben von Kindern in Hauptverhandlungen. (= Reihe Recht). Bundesministerium der Justiz, Bonn 1996.
- mit Max Steller: Handbuch der Rechtspsychologie (= Handbuch der Psychologie. Band 9). Hogrefe, Göttingen, Bern, Wien, Paris, Oxford, Prag, Toronto, Cambridge, Mass., Amsterdam, Kopenhagen 2008, ISBN 978-3-8017-1851-0.
- mit M. Steller und A. Galow: Das Glaubhaftigkeitsgutachten. In: H.-L. Kröber, D. Dölling, N. Leygraf, H. Saß: Handbuch der forensischen Psychiatrie. Band 2: Psychopathologische Grundlagen und Praxis der forensischen Psychiatrie im Strafrecht. Springer-Verlag, Berlin 2010, ISBN 978-3-7985-1745-5, S. 623–689.